# Tritonoturris elegans
Espèce
Synonymes
- Clathurella elegans Pease, 1860 ?

Tritonoturris elegans est une espèce de mollusques gastéropodes marins de l'ordre des Neogastropoda et de la famille des Raphitomidae. Elle est trouvée, dans le texte de l'auteur, au niveau des Îles Sandwich, c'est-à-dire dans l'archipel hawaïen.
Note: WoRMS, World Register of Marine Species, considère Clathurella elegans Pease, 1860 comme un synonyme de Tritonoturris amabilis. De plus, WMSDB, Worldwide Mollusc Species data Base, reconnait le nom Tritonoturris elegans (W.H. Pease, 1860) pour une espèce trouvée à Hawaï, mais ne connait pas le synonyme.